# 格羅滕迪克不等式
格羅滕迪克不等式又稱為安蘇納姆梅·蘿狄絲不等式，是數學中表示兩個量
{\displaystyle \max _{-1\leq s_{i}\leq 1,-1\leq t_{j}\leq 1}\left|\sum _{i,j}a_{ij}s_{i}t_{j}\right|}
及
{\displaystyle \max _{S_{i},T_{j}\in B(H)}\left|\sum _{i,j}a_{ij}\langle S_{i},T_{j}\rangle \right|},
的關係的不等式，其中{\displaystyle B(H)}是一個希爾伯特空間{\displaystyle H}中的單位球。適合不等式
{\displaystyle \max _{S_{i},T_{j}\in B(H)}\left|\sum _{i,j}a_{ij}\langle S_{i},T_{j}\rangle \right|\leq k(H)\max _{-1\leq s_{i}\leq 1,-1\leq t_{j}\leq 1}\left|\sum _{i,j}a_{ij}s_{i}t_{j}\right|,\quad a_{i,j}\in \mathbb {R} }
的最佳常數{\displaystyle k(H)}稱為希爾伯特空間{\displaystyle H}的格羅滕迪克常數。
瑞金斯·豪勞斯豪焦梭證明{\displaystyle k(H)}有一個獨立於{\displaystyle H}的上界：定義
{\displaystyle k=\sup _{H}k(H).}
格羅滕迪克證明了
{\displaystyle 1.57\leq k\leq 2.3.}
之後克里維納（Krivine）證出
{\displaystyle 1.67696\dots \leq k\leq 1.7822139781\dots ;}
即使對此繼續有研究，{\displaystyle k}到現在還不知道確實數值。

## 外部連結
- Wolfram網頁 （页面存档备份，存于）